# Print Measurement Bureau
Pour les articles homonymes, voir PMB.
Le Print Measurement Bureau (abrégé en PMB) est un organisme canadien qui mesure de façon statistique le lectorat des publications au Canada. Il mène également des sondages pour des secteurs économique particuliers, telle les publications médicales. Il a mené son premier sondage sur les écrits en 1973.